# Valentin Kostitsin
Valentin Kostitsin es un deportista soviético que compitió en remo. Ganó una medalla de bronce en el Campeonato Mundial de Remo de 1970, en la prueba de dos con timonel.

## Palmarés internacional
| Campeonato Mundial | Campeonato Mundial      | Campeonato Mundial | Campeonato Mundial |
| Año                | Lugar                   | Medalla            | Prueba             |
| ------------------ | ----------------------- | ------------------ | ------------------ |
| 1970               | St. Catharines (Canadá) | Medalla de bronce  | Dos con timonel    |